# Eutropis tammanna
Espèce
Eutropis tammanna est une espèce de sauriens de la famille des Scincidae. Il s'agit d'un vertébré et reptile. Le dos est brun moyen et les lèvres sont orange vif chez les mâles et jaunes chez les femelles, la couleur se prolongeant jusqu'au milieu des flancs. Une bande noire s'étend du dessous de l'œil au-delà de la base de la queue, avec de grandes taches jaune crème; chez les femelles, cette rayure est plus pâle. L'évent est jaunâtre et le museau est court. Il manque des disques transparents sur les paupières inférieures. Les post-nasala sont absents. Il y a 15 lamelles sous le quatrième orteil. Les échelles dorsales ont 4–5 quille.
On le trouve principalement sous des tas de débris tels que des tas de noix de coco près des bordures de plages.

## Répartition
Cette espèce est endémique du Sri Lanka.

## Publication originale
- Das, De Silva & Austin, 2008 : A new species of Eutropis (Squamata: Scincidae) from Sri Lanka. Zootaxa, no 1700, p. 35-52.